# Mael Le Mée
Mael Le Mée (geboren 1977) ist ein französischer Drehbuchautor und Filmregisseur.

## Beruflicher Werdegang
Mael le Mée begann 2004 als Drehbuchautor und führte seit 2014 auch Regie bei mehreren Kurzfilmen und Spielfilmen.
Zwei seiner fiktionalen Kurzfilme waren international sehr erfolgreich: Sein Kurzfilm Aurore (2027) war auf etwa 50 Festivals zu sehen und wurde 2018 auf dem Fantasia Film Festival in Montreal mit dem Preis für den besten internationalen Kurzfilm ausgezeichnet.
Der Kurzfilm La Machine d’Alex wurde 2022 zum Sitges Festival Internacional de Cinema Fantàstic de Catalunya eingeladen sowie 2023 zum Brussels International Short Film Festival und Neufchâtel Fantastic Film Festival. 2023 gewann der Film auf dem Brussels International Fantastic Film Festival die Grand Prix International Competition sowie den Kurzfilmpreis beim Festival international du film fantastique in Gérardmer. 2024 war La Machine d’Alex beim César in der offiziellen Auswahl für den besten fiktionalen Kurzfilm und wurde beim Xposed Queer Film Festival Berlin gezeigt.

## Filmografie
Regie
- 2014: Fabrication d'un Poulet[1][9]
- 2017: Aurore (Kurzfilm); auch in: 2018: 4 Histoires Fantastiques
- 2021: Incarnation[1]
- 2022: Girls Feel: Forces of Nature
- 2022: La Machine d’Alex

Drehbuch
- 2004: Flatmania (Fernsehserie)
- 2009: Jet Groove (Fernsehserie, eine Folge)
- 2017: Aurore (Kurzfilm); auch in: 2018: 4 Histoires Fantastiques
- 2020: Edgar, das Super-Karibu (Fernsehserie, drei Folgen)
- 2022: Girls Feel: Forces of Nature
- 2022: La Machine d’Alex (Kurzfilm)